# D. 프란고풀로스
디미트리스 프란고풀로스는 그리스의 테니스 선수이다. 그는 아테네에서 열린 1896년 하계 올림픽에 참가했다.
프란고풀로스는 단식 경기에 출전했으며 헝가리의 터퍼비츠저 몸칠로에게 1라운드에서 져서 1라운드에서 져서 탈락한 다른 선수들과 함께 공동 8위를 기록했다. 복식경기에는 참가하지 않았다.